# 斯宾塞·R·沃特
斯宾塞·R·沃特（英語：Spencer R. Weart，1942年—）是一位美国科学史家，在1971年起任美国物理联合会（AIP）物理学史中心主任至2009年退休。主要作品有《全球变暖的发现》（The Discovery of Global Warming，2003年初版，2008年再版）、《从不开战：为何民主国家之间不相互攻击》（Never at War: Why Democracies Will Not Fight One Another）等。

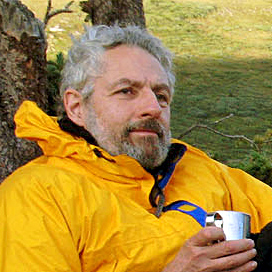
2006年的斯宾塞·R·沃特